# Lijn B (metro van Rotterdam)
Metrolijn B is een metrolijn van de Rotterdamse metro. De lijn loopt van metrostation Nesselande naar metrostation Hoek van Holland Strand. De lijn was, tot elke metrolijn op 13 december 2009 een eigen letter kreeg, een onderdeel van de Calandlijn. De lijn volgt grotendeels dezelfde route als metrolijn A, na station Graskruid splitsen beide lijnen zich. De langere lijn B verbindt de metrostations Nesselande en Hoek van Holland Strand en de kortere lijn A op het drukkere middendeel van dit traject station Schiedam Centrum en Binnenhof. 
Tussen de stations De Tochten en Capelsebrug en tussen Schiedam Nieuwland en Hoek van Holland Haven is de lijn uitgevoerd als sneltram met bovenleiding en gelijkvloerse kruisingen. Lijn B is de langste metrolijn in de Benelux.

## Geschiedenis
Op 24 april 1984 werd de Oost-Westlijn, die toen liep van Binnenhof naar Coolhaven (de huidige Metrolijn A), uitgebreid met een aftakking van station Graskruid naar station De Tochten in de wijk Zevenkamp. Op 25 april 1986 werd de lijn in westelijke richting verlengd naar station Marconiplein. Samen met de lijn naar Binnenhof vormde dit jarenlang de basis van de Oost-Westlijn. In de beginfase reden de metro's naar Zevenkamp en Ommoord tot station Alexander gekoppeld, waarna de metro gesplitst werd in 1 of 2 rijtuigen naar Zevenkamp en 1 rijtuig naar Ommoord. Op de terugweg werden de metro's weer gekoppeld. Dit had echter een aantal praktische bezwaren, waardoor hier op 1 april 1985 van afgestapt werd en er aparte metro's vanuit het centrum naar Ommoord en Zevenkamp reden.
Nadat in 1994 een tweede aftakking werd geopend naar Capelle aan den IJssel volgde op 4 november 2002 een verlenging in westelijke richting van Marconiplein die via Schiedam en Pernis bij het nieuwe station Tussenwater aansloot op metrolijn D richting De Akkers. Tussen 2002 en 2005 reden ook de metro's vanaf De Tochten op bepaalde tijden over de nieuwe route naar De Akkers. Sinds op 29 augustus 2005 de lijn met één station uitgebreid werd van De Tochten naar station Nesselande en gingen de metro's niet meer verder dan station Schiedam Centrum.
De lijn heeft gedurende de jaren meerdere keren een nieuwe naam gekregen. Oorspronkelijk vormde de lijn samen met de huidige metrolijn A de Oost-Westlijn. In 1994, toen de aftakking naar Capelle aan den IJssel in gebruik werd genomen, kregen de metrolijnen lijnkleuren, de lijn naar Zevenkamp werd aangegeven met rood. Ook voerden de metro's richting De Tochten tot 2005 de wijknaam Zevenkamp als eindbestemming voor op het rijtuig, in plaats van de naam van het eindstation De Tochten. In 1997 werd de naam Oost-Westlijn vervangen door Calandlijn met de kleur rood voor alle drie de aftakkingen. Vanaf 13 december 2009 heeft de RET de naam Calandlijn laten vallen, sindsdien is de lijn bekend als Metrolijn B met als lijnkleur geel.

### Verbouwing Hoekse Lijn
De voormalige spoorlijn Schiedam Centrum - Hoek van Holland Strand, bekend als Hoekse Lijn, is 31 maart 2017 gesloten voor treinverkeer, en vervolgens omgebouwd voor metrodienst. Bij de bouw van het metrostation Schiedam Centrum in 2000 was al rekening gehouden met de komst van deze verlenging, er was toen direct ten westen van dit station al een stuk spoor getrokken richting de Hoekse Lijn. Aanvankelijk zou deze verlenging al in september 2017 opengesteld worden, maar dat tijdstip is niet gehaald en de datum van openstelling werd vijf keer uitgesteld. Ook werden de kosten voor aanleg 90 miljoen euro hoger dan gepland.
Sinds 30 september 2019 is de lijn bij Schiedam Centrum gekoppeld aan het metronet, lijn B rijdt sindsdien door naar Hoek van Holland Haven.  

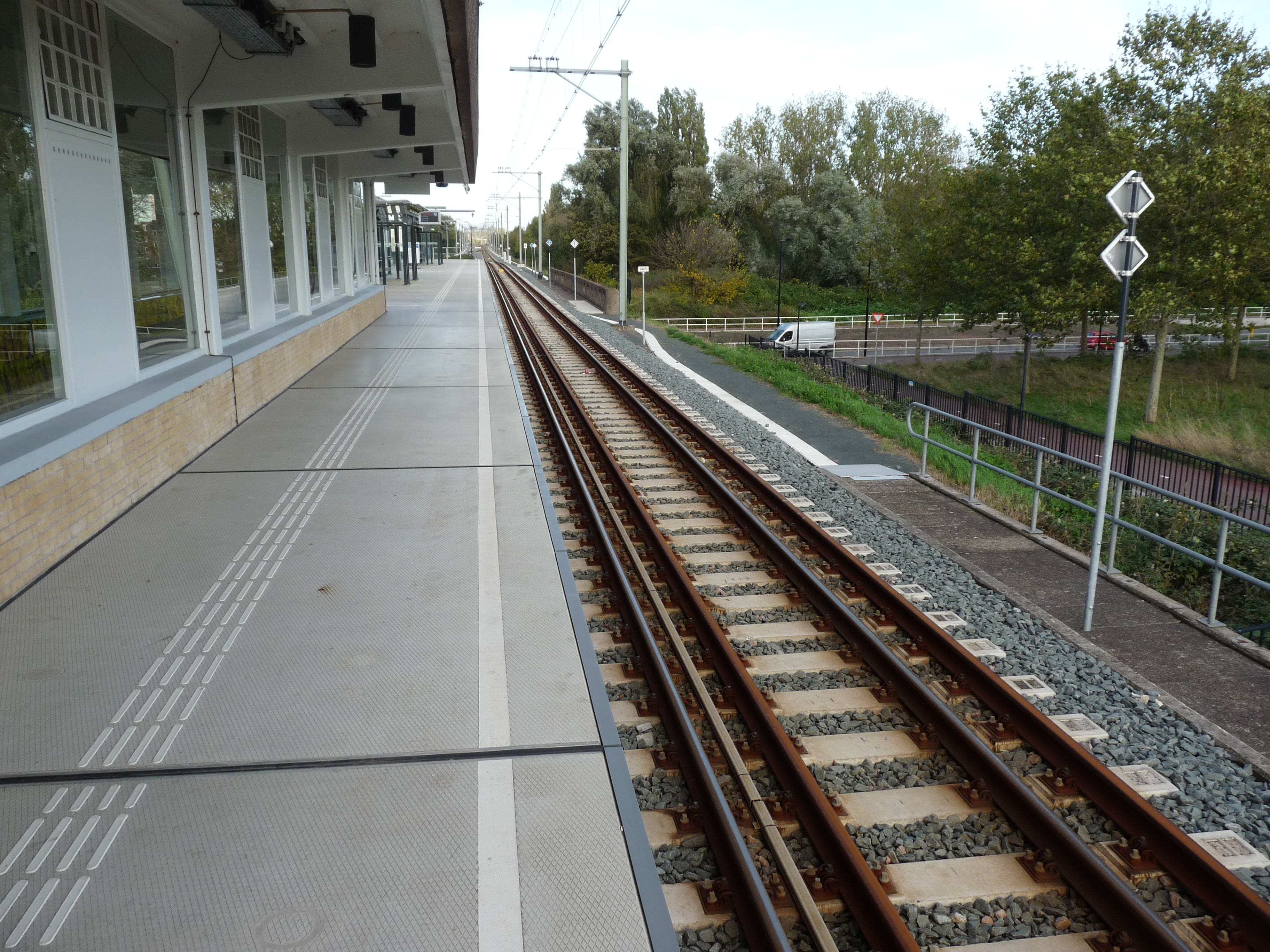
Vlaardingen Oost: De roestbruine rails zijn voor bredere goederentreinen en liggen verder van het perron dan de metaalkleurige rails voor metrotreinen

Bijzonderheid aan deze metrolijn is dat tussen Schiedam en Vlaardingen (de Vopak-terminal in de Vulcaanhaven) het spoor ook gebruikt kan worden door goederentreinen. Omdat deze breder zijn dan de metrotreinen, is er strengelspoor aangelegd zodat de goederentreinen het perron niet raken. De rest van de lijn tot Maassluis is voorbereid op de aanleg van goederenspoor.
De stations van de lijn tussen Schiedam Nieuwland en Hoek van Holland Haven hebben als thema van architect Marc Verheijen avondrood meegekregen, waarbij de stations dichter bij Rotterdam een geel thema hebben en hoe dichter naar zee, de kleur van het station meer richting avondrood kleurt. Ook is in de stations een golfrelief verwerkt, een verwijzing naar de zee.

#### Metro aan Zee
Metro aan Zee is de naam voor het laatste deel van de verlenging van lijn B (inclusief de nieuwe stations Hoek van Holland Haven en Hoek van Holland Strand). Op 31 maart 2023 werd die in gebruik genomen.

### Overige projecten
In verband met het project Integrale Visie Alexanderknoop zal station Alexander misschien verplaatst worden.

## Exploitatie
De metro's op lijn B rijden de gehele dag tussen de stations Hoek van Holland Strand en Nesselande. De lijn rijdt met de frequenties als in onderstaande tabel.
| Tijdstip      | Weekfrequenties       | Weekfrequenties | Weekfrequenties | Weekfrequenties | Vakantiefrequenties   | Vakantiefrequenties | Vakantiefrequenties | Vakantiefrequenties |
| Tijdstip      | Maandag t/m donderdag | Vrijdag         | Zaterdag        | Zondag          | Maandag t/m donderdag | Vrijdag             | Zaterdag            | Zondag              |
| ------------- | --------------------- | --------------- | --------------- | --------------- | --------------------- | ------------------- | ------------------- | ------------------- |
| 05.30 - 07.00 | 4x/uur                | 4x/uur          | -               | -               | 4x/uur                | 4x/uur              | -                   | -                   |
| 07.00 - 08.00 | 6x/uur                | 6x/uur          | 4x/uur          | 2x/uur          | 4x/uur                | 4x/uur              | 4x/uur              | 2x/uur              |
| 08.00 - 11.00 | 6x/uur                | 6x/uur          | 4x/uur          | 4x/uur          | 4x/uur                | 4x/uur              | 4x/uur              | 4x/uur              |
| 11.00 - 18.00 | 6x/uur                | 6x/uur          | 6x/uur          | 4x/uur          | 4x/uur                | 4x/uur              | 4x/uur              | 4x/uur              |
| 18.00 - 19.00 | 6x/uur                | 6x/uur          | 4x/uur          | 4x/uur          | 4x/uur                | 4x/uur              | 4x/uur              | 4x/uur              |
| 19.00 - 00.30 | 4x/uur                | 4x/uur          | 4x/uur          | 4x/uur          | 4x/uur                | 4x/uur              | 4x/uur              | 4x/uur              |
| 00.30 - 01.30 | -                     | 2x/uur          | 2x/uur          | -               | -                     | 2x/uur              | 2x/uur              | -                   |

De lijn wordt geëxploiteerd vanuit de remise 's-Gravenweg. Voor de verlenging naar Hoek van Holland waren op maandag t/m zaterdag de diensten van lijn B gekoppeld aan die van lijn A en gingen de metro's afkomstig uit Nesselande op Schiedam Centrum terug naar Binnenhof en omgekeerd.
De frequentie tussen Steendijkpolder en Hoek van Holland Strand is, met uitzondering van (zondagen tijdens) de zomerperiode, gehalveerd.

## Materieel
Op metrolijn B worden rijtuigen ingezet uit de series 5600 en 5700. Er wordt met twee gekoppelde rijtuigen uit de 5600- en 5700-serie gereden. In de avond worden losse rijtuigen uit de 5600- en 5700-serie ingezet, hiervoor worden de treinen 's avonds ontkoppeld op station Nesselande. Op vrijdag (koopavond) wordt er wel met gekoppelde rijtuigen in de avond gereden.

## Trivia
- Dat er nu ander railvervoer is dan een trein die tot (bijna) op een strand rijdt, is geen primeur voor Nederland. Want vroeger reed de RTM door Oostvoorne, en daarna rechtsaf tot vlak bij het strand. In 1921 zorgde een storm ervoor dat de rails opeens echt op het strand lag, maar die rails was toen niet meer bruikbaar. Daarna is de lijn verlegd en ging na Oostvoorne voortaan linksaf, en eindigde daar op het strand. Deze lijn, vanuit Spijkenisse, werd geopend in 1906 en in 1965 opgeheven.[7]